# 异形 (虚构生物)
異形（又稱作）是虛構的外星生物，首次出現在1979年的電影《異形》，隨後再次出現在《異形系列》電影續集的《異形2》（1986年）、《異形3》（1992年）和《異形：浴火重生》（1997年）以及外傳的《異形戰場》、《異獸戰2》、《異形：羅穆路斯》，與前傳的《普羅米修斯》和《異形：聖約》。另外在許多文學作品和遊戲中也可以看到異形的身影。

## 簡介
和其他的科幻小說中，擁有超級高度智慧、高等文明的外星生命不同的是，異形並非来自文明的世界，而是富有極高攻擊性和強勁生命力的外星生物。

## 名稱
這一種生物並沒有固定名字。在電影上，最常稱做「alien」（外來者），並且在每個電影中的稱呼也都是「alien」。在《異形》中，異形又為「有機體」。牠們也曾經被稱呼為：一個生物、一個狡猾的生物、一頭野獸、一條龍、一隻怪物、一個又討厭但又簡單的事情。
實際上導演、演員、作者們都將異形稱之為「Xenomorph」，同時將不同種類的異形列為Neomorph。在一份報告之中，異形更被故意的稱作為「Xenomorph XX121」。「Xenomorph」這個字是希臘語「xeno-」跟英語詞根「-morph」組合而成，前者意為「外來的」或「奇異的」，後者則意為「形體」。

## 特徵
異形的形像被認為是由瑞士的超現實主義藝術家H·R·吉格尔所設計，最初出現在名為Necronom IV的石版畫；後來，為了電影「異形系列」而完整了異形的各種獨特和固定的特徵設計。
但是隨著「異形系列」不同許許多多細小的發展，異形的設計已經進行了很多大小不同的修改，包括：不同數量的手指、肢體關節以及異形的頭部設計的變化……等等。
異形曾經因為它獨特的生物學外觀設計和充滿性色調的風格，而一度被大眾所注意。
異形通常是以深黑色、灰色或青銅色調的色調上色。
異形的身體設計通常都擁有一顆細長的頭部并且帶有巨大的尾巴。
牠們的身體熱量能夠與環境的溫度互相匹配，所以牠們不會散發過多的熱量，使得人類即使通過熱成像也無法清楚地看到異形。
異形未知的特殊血液具有極強的腐蝕性，能夠以驚人的速度融化幾乎任何物質，包括金屬和岩石。異形的血液通常是黄綠色。異形似乎能在體內把血液加壓，使得當自己受重傷或快死亡的時候，血液會以巨大的壓力噴出。如果使用傳統的火器或爆炸物來攻擊牠，異形的特殊血液便將流到地上或平台上。

## 打擊
在2002年，開發第五部異形系列電影的進程就已開始。雷利·史考特打算回歸自己的科幻恐怖片《異形》所開創的異形電影系列，拍攝一部探索該系列的異形生物和「太空騎師」起源的續集，其中後者是一個曾在《異形》中短暫出現的外星生命，是一艘廢棄太空船上已經死亡的飛行員。主演了全部四部《異形》系列電影的女演員雪歌妮·薇佛也表示有興趣回歸這個異形系列。《異形2》的導演詹姆斯·卡梅隆與雷利·史考特討論過續集的潛力，並開始與另一位編劇一起為電影創作一個故事。這一時期20世紀福克斯找到保罗·W·S·安德森，給他看了一個將把異形和另一個名為《鐵血戰士》電影系列中的同名外星生命串聯起來的劇本構思，這個項目就是之後於2004年上映的科幻電影《异形大战铁血战士》。當20世紀福克斯確認會拍攝這部電影後，詹姆斯·卡梅隆停止了之前開始的所有工作，他相信這樣一部串聯的作品將會令《異形》系列的價值受到致命的打擊。2006年，詹姆斯·卡梅隆確認自己不會回歸到《異形》系列的續集項目中，他相信這個系列是福克斯公司的資產，自己也不願意與這個會試圖對續集的潛力產生影響的公司打交道。

## 繁殖

### 正常異形的繁殖
「異形卵」是由異形的巢穴裏「異形皇后」生產出來的，卵的內部裝有仍未成長的幼蟲「抱面體」，一旦感應到有可被寄生的宿主接近，便會打開卵的頂部讓裡面的幼蟲「抱面體」能彈跳而出去襲擊宿主。
「抱面體」最主要的存在目的是將「破胸體」胚胎植入宿主的體內，「破胸體」成長到一定程度後，就會從宿主的體內掙脫而出，連帶著也造成宿主的死亡。
「破胸體」脫離宿主，會蛻皮然後然后变为成体，發育時間快速。由於「破胸體」仍處於未完全發育的階段，所以基本上會盡量避開戰鬥。

### 胎生異形的繁殖
由於「新生異形」（Newborn）得到能胎生下一代異形的能力，就像人類或其他胎生動物一樣，但似乎不用交配也能夠行單性繁殖，直接懷孕。

### 終極異形的繁殖
「終極異形」（Predalien）是同時具有終極戰士和異形特徵的異形，擁有能把數粒異形胚胎直接植入即將分娩的人類孕婦或女性體內的能力，異形胚胎在裡面可以快速吸取生長所需的養分，以便迅速繁殖出下一代。

### 不經由異形的繁殖
在前傳電影《普羅米修斯》裡，有另一種繁殖方法，就是經由「黑水」來侵入人體繁殖。
當然，也可以在電影裡看到黑水有其他各種各樣的表現。①令生物体组织大部分坏死（出自《普羅米修斯》開頭） ②令生物体变异 （出自《普羅米修斯》）③诞生类异形生命体（Neomorph《異形：契約》）。这些表现的本质都源于黑水能分解并重组DNA，而黑水又极其不稳定，根据使用剂量或者身体部位的不同，也会发生不同的现象。
被這種極不穩定且致命的智能粒子所感染的人類，會漸漸變成近似活屍的生物。
這是因為「黑水」感染了人類男性的精子，如果這時被感染的男性人類又與女性人類交配，而女性人類也因此不幸的被「黑水」所感染的人類精子給受精，那該名人類女性便會懷上一種類似八爪魚的生物——「三葉蟲」。
當「三葉蟲」成長到一定程度後，如果剛好和類人類的外星人「工程師」交配的話，一段時間後，異形就會從「工程師」的體內破胸而出，稱為「執事異形」。

## 種類

### 電影正傳
- 「異形卵」（Ovomorph）
  - 「異形卵」是由在異形巢穴之中的「異形女王」，所生產出來的。「異形卵」是一顆高度約一公尺的「蛋」，普通膚色的顏色是黑棕色或黑綠色，「異形卵」的內部裝有異形的第二階段幼蟲「抱面體」。如果「抱面體」還沒遇到有適當宿主經過的時候，「異形卵」的頂部會一直封閉起來。當「異形卵」偵測到附近有可以被寄生的生物靠近時，就會從頂端打開四片軟體關節，讓「抱面體」可以順利離開自己，撲向附近有可以被寄生的生物身體上。若果遇到強大的敵人襲擊，「異形卵」可以噴出強酸的液體擊退敵人，保護自己身體內部還末出生的「抱面體」。在電影《異形2》之中的「異形卵」，甚至可以伸出自己的觸手從其他地方吸收營養，維持着體內「抱面體」生存的基本條件。吉格最初為「異形卵」設計了一個很明顯的陰道外觀，配有二片瓣膜，看來非常像女性的內外陰[15]。影片製作人抱怨說，這個暗示太強烈，天主教國家可能將會禁止這部電影，所以吉格把瓣模改多成為四片，吉格認為他的改法形成了天主教國家人民的十字架，他們會很喜歡看。[15]
- 「抱面體」或「抱臉體」（Facehugger）
  - 以下文章全部稱為「抱面體」。牠們是「異形卵」裏面的胚胎。牠的外型就像一隻擁有四對的節肢和尾巴比較長的蠍子，牠的節肢就像螃蟹一樣，第一對節肢是伸向正前方的，其他節肢則伸向側邊。那四對節肢的後方有一對肉垂，貌似是有力的肌肉。吉格的原始設計裏「抱面體」是一個巨大的生物，並且擁有眼睛。後來，為了回應電影製作人的評論，吉格大大減少了「抱面體」的大小。[16]「抱面體」的體型十分細小而重量十分輕，因此能夠移動速度極快，可以輕易追上正常人類。「抱面體」會盡力靠近可以作為寄生用途的宿主，用自己的生殖器從口腔把胚胎植入宿主的體內，並會持續向宿主提供適當的氧氣[17]和正常生存的基本條件，直至胚胎成長到一定程度。由於血液和異形一樣帶有強酸，加上「抱面體」會用盡全力捉着宿主的面部，防止自己被別人安全地切掉[17]，所以企圖消除「抱面體」通常是致命的[18]。「抱面體」嘴巴的部分設計像女性的陰唇，被人們認為設計這個角色的設計者有性暗示。
- 「破胸體」（Chestburster）
  - 是由「抱面體」的生殖器從口腔把胚胎植入，進入宿主的體內後，宿主的臉頰會像是死亡了一樣，但胚胎的宿主會隨後醒來，不會顯示出相當大的症狀，以及一些關於植入時的事件會被遺忘。症狀在分娩後會急劇發作，最常見的是喉嚨痛，輕微噁心，身體充血，重量加重，中度至極度的飢餓。[1]在準備「異形女王」出生時，潛伏期會被延長，後期階段的症狀將包括疲憊和出血（可通過生物掃描儀檢測並存在流鼻血或其他看似隨意的出血事件），以及由於異形的存在而導致胸部的空間不足，做成異形過早嘗試逃離。「破胸體」將從宿主的身體中吸取自己所需要的營養在發育時「破胸體」會發育出胎盤，並將其附著在附近的幾個主要器官上。由於胎盤具有癌性，即使胚胎被手術切除，胎盤會使附近的器官停止運作，導致宿主死亡。「破胸體」的大小，取決於宿主的大小和種類，外觀和特點也是由宿主來決定的。通常來說，牠首先出現的本能就是逃避和隱藏，直到完全成熟，再由宿主的體內破胸而出。「破胸體」由於是仍未完全的發育成長為異形的生存體，所以十分脆弱，而且只能以像蛇一般的爬行移動。基本上會盡量避開戰鬥。只有前顎骨比較堅硬的部分可以作攻擊之用[14]。當「破胸體」完全從宿主的身體脫離時，牠的高度還不到2英尺（61厘米），但是牠們會劇烈地成長，在幾個小時內便會成長到比成年人還要更巨大的大小。目前還沒有文獻提供任何解釋，如何在成長階段中可以不攝取營養，郤成長得這麼快。
- 「工蜂異形」或「人形異形」（Drone） or （Stalker Alien）
  - 以下文章全部稱為「人形異形」。首次出現在「異形系列」《異形》。電影中「人形異形」宿主為人類，體重大約是300至400磅之間。由於擁有人類基因，所以被人們稱作「人形異形」。是異形中最基本的型態，之後的“戰士”、“女王”都能由此演變。在異形族群的階層最低，擔任異形巢穴中的工人，負責建造巢穴設施與搬運異形卵等雜物，同時也是優秀的殺手。牠們會人一樣使用雙腳直立行走，懂得利用伏擊戰術暗殺敵人，擁有自我犧牲而為群體利益著想的思想，具有團體合作精神的邏輯思維。估計智商在人類之上。牠們也有另一個名字，Stalker Alien，中文翻譯為「潛行者異形」，該名字首次出現於電子遊戲上。
- 「戰鬥異形」或「戰士異形」（Warrior）
  - 以下文章全部稱為「戰士異形」。首次出現在「異形系列」《異形》的續集《異形2》，開始登場的異形種類。「戰士異形」宿主同為人類，是異形中數量最多的種類。可以按照“女王”命令直接在宿主體內形成，也能由「工蜂異形」演變。手肘的地方具有突起物。習慣於大規模群體出動，大部分時間用四肢行走，所以十分擅長攀附建筑及岩壁上。在異形巢穴的群體中，「戰士異形」的階級大約處於中間的階層，因為是士兵，是負責前往未知之處送死和搬運大型物件，也負責保護「異形女王」，所以在社會階層中應該不高不低。而且比起正常異形，牠的攻擊也較為主動和具有侵略性，時常用尾巴攻擊來刺穿目標。
- 「狗形異形」或「信使異形」（Runner）
  - 以下文章全部稱為「信使異形」，於《异形3》首次亮相。是一種用四肢來跑動的異形。「信使異形」比「人形異形」更為敏捷、快速，也可以在天花板或牆壁之間自由地三維移動。雖然「信使異形」能夠僅以後肢站立，但「信使異形」比較喜歡保持着四足的姿態移動，這使牠們成為了速度很快的異形。「信使異形」可以從口部噴出強酸的血液，擊退敵人。[14]
- 「異形女王」（Alien Queen）
  - 「異形女王」是一個異形族群的領導者，可以同時指揮異形各種不同的工作和下達各項命令，「異形女王」似乎也有強大的學習能力，因為在LV-426星球上的「異形女王」能夠操作電梯。「異形女王」每时每刻都在為自己的巢穴產卵，維持異形部落人數的穩定，增加族群裏的人數，在逼不得已的情況下，能卸下巨大的產卵管，立即投身戰鬥。擁有龐大的體型和堅硬的外骨骼，有一對像暴龍的小手和一對巨大的手，擁有極強的力量與鋒利的利爪。[19]只有《异形4：浴火重生》之中的「異形女王」因取自複製蕾體普莉混合人類基因，除產卵管外同時還擁有子宫。
- 「新生異形」（Newborn）
  - 「新生異形」是一隻擁有人類基因的異形。擁有人類的雙眼、鼻、子宫。「新生異形」可以直接用子宮，在體內繁殖下一代異形[20][21]。只有《异形4：浴火重生》之中的「新生異形」(Newborn)得到了胎生下一代的能力，已經沒有第二個異形有胎生的能力了。力量極大，曾一擊擊殺異形女王。
- 「鐵鎚蟲」（Hammerpede）
  - 「鐵鎚蟲」具有淺灰色的皮膚，身體略帶一點點透明。「鐵鎚蟲」的外形像眼鏡蛇一樣。「鐵鎚蟲」十分細小，全身都擁有肌肉，可以靈活地鑽進別人的衣服裏，也可以輕鬆地勒住別人的脖子而使之窒息而死。「鐵鎚蟲」還擁有異形一樣的強酸性血液，並且能夠在幾秒鐘內快速地再生被切斷的部位。
- 「三葉蟲」（Trilobite）
  - 「三葉蟲」起初原本是計劃將牠設計類似章魚或烏賊的生物。但是，在開發工作的早期對了這種生物進行重新設計，設計出了牠們胚胎形態，牠的觸手一開始會全部融合在一起，然後會逐漸分離，像《普羅米修斯》電影中展現的樣子一樣，形成新的觸角[22]。
- 「執事異形」（Deacon）
- 「破脊體」
  - 「破脊體」其實和「破胸體」一樣，不過不是從宿主的胸口破出，而是從背脊骨穿出的。
- 「新異形」（Neomorph）
  - 是在《異形：聖約》首度出場的全新異形物種[23]。由於生物設計師卡洛斯·胡安特想把這種異形生物設計成蒼白色，與《異形》中超現實主義艺术家H·R·吉格尔設計的黑色美學形成對比，所以這種生物便具有了蒼白的顏色和灰色皮膚，外觀略帶點透明。牠的尾部尖端十分尖銳，頭部擁有一副鋒利的骨質尖刺，可以幫助牠們從背脊骨穿出。牠們即使是剛剛才脫離宿主的新生兒也擁有高度的侵略性，會主動地攻擊任何生物。牠們與「雄蜂異形」相比起比較缺乏智慧。「新異形」不具有可以用作有攻擊用途的可延伸內顎，而是以類似於鯊魚的方式延伸出來。此外，牠的下巴在關閉的時候口部幾乎是看不見的。

### 電影外傳
- 「AVPR戰士異形」
- 「AVP新戰士異形」
- 「AVP冰原女皇」
- 「鐵血戰士異形」或「終極異形」(Predalien)
  - 《异形大战铁血战士》電影中的最後一幕和《異形大戰鐵血戰士2：安魂曲》中的主角異形「鐵血戰士異形」(Predalien)具有終極戰士和異形的外型特徵，並且擁有直接把數粒下一代胚胎植入快要生嬰兒的人類孕婦或女性體內，快速地繁殖下一代的能力。
- 「後裔」（Offspring）
  - 《異形：羅穆路斯》電影中尾段出現的特殊異形，由凱·夏里遜（Kay Harrison）基於被異形重傷狀態下被迫自行注射類似於黑水的「Plagiarus Praepotens」化合物改造了她原有的胎兒而誕生，牠具有類似於「新生異形」（Newborn）的身體特徵(包括正常異形具有可用作有攻擊用途的可延伸內顎和可用於攻擊的穿刺式尾巴)、介乎於「工程師」(Engineer)和人類的完整五官(在追殺當中也表現了憤怒、嘲諷等的表情)，以及「新異形」（Neomorph）相似的會攻擊任何生物的侵略作風與極強力量(可徒手強行打開已關閉的隔離倉門)，生長速度極快，能在幾分鐘內生長至超過兩米的高度，在電影中吞噬了作為生母的凱、重創仿生人安迪(Andy)後追殺仍然倖存的瑪麗·蕾恩·「小雨」·卡拉定（Marie Raines "Rain" Carradine），但在混戰中被蕾恩以人手脫離貨船科貝蘭號（Corbelan）的外掛貨倉將其趕入LV-410的傑克遜之星（Jackson's Star）恆星環而殺死，由羅伯特·博布羅茨基(Robert Bobroczkyi)飾演。

### 遊戲
- Carrier（携带者）
  - Carrier是「禁衛軍」的進化，「禁衛軍」可以進化三個形態，另外兩個則是「異形女王」和Ravager。高度和「異形女王」大致相同，也能夠承受和「戰士異形」一樣多的攻擊。牠特別地演化了背脊，保護易受傷害的「抱面體」，提供保護的地方和所需的營養，並把牠們運送到無法自行達到的地點，在Carrier身上的「抱面體」可以隨意飛躍到敵人身上，也可以被召喚回來。牠可以同時持有12個「抱面體」。牠在死亡時，身體會爆炸，使敵人面對一堆強酸和「抱面體」。
- Ravager
  - Ravager是「禁衛軍」的進化，「禁衛軍」可以進化三個形態，另外兩個則是「異形皇后」和Carrier。在遊戲中，Ravager的刀片在空閒時有光澤，有時候會發亮。這可能表明牠的刀片是某種生物金屬。牠還有一個深沉低音般的吼叫聲。與其他異形不同的地方是，牠們是一種超級積極的殺戮機器，絕對沒有興趣捕獲任何生物。牠為了進一步發展成為巨大的掠奪者，從而開發出一種堅硬的殼，使中等口徑武器對牠完全無效。牠還可以快速地修復內部或外部的任何損傷。如果有太過嚴重的致命傷，牠會進入催眠狀態而不是死亡。只要Ravager不死，牠就會迅速地再生傷口並返回戰場，儘管力量是原本的一半。火焰和極端的傷害可以防止Ravager再生，利於殺死Ravager。牠們還進化出了一些新的額外背管。這些功能似乎是純粹的裝飾品，因為牠們沒有被重點提及或影響戰鬥能力。Ravagers可以是完美的進攻型或防守型的異形。
- 「粉碎者/撞擊者異形」（Crusher）
  - 是一種特殊類型的「戰士異形」。但牠們身體上的顏色是棕綠色的。
- 「防衛者異形」(Defender)
  - 牠們的身體擁有非常堅固和厚實的幾丁質盔甲。 牠的一生裏會一直捍衛着異形巢穴。
- 「蜘蛛網異形」(Arachnoid)
  - 擁有十分強大的腿部肌肉的異形。十分強大的腿部肌肉使得牠們可以跳得很高，移動速度驚人。「蜘蛛網異形」在等待敵人時，習慣會在地上趴著。
- 「皇家護衛」（Royal guard）

### 漫畫
- 「禁衛軍」(Praetorian)
  - 牠和一般異形相比更聰明，更狡猾。牠還擁有類似「異形女王」的頭冠。牠將近是正常異形體型的兩倍。由於身形過於龐大的關係，導致牠們無法正常攀爬，不能在天花板或牆壁之間自由地移動，所以牠們的身體進化出堅固的外骨骼和極其強大的力量。牠們會兇猛地對付任何威脅，而不會擔心及不理會自己的安全。牠們不會把寄生的宿主DNA遺傳給自己，按照牠的設定推斷，「禁衛軍」可能是一種基因相當之純種的異形。[24][25][26]
- 「叛亂者」或「異形之王」(Rogue)
  - 「叛亂者/異形之王」是人造蓄意配搭、雜交出來的品種，牠是為了對抗「異形女王」所建造而成的強大品種，體型十分龐大、力大無窮，可以輕易地殺死「禁衛軍」。由於遭人類對牠的洗腦、灌輸對人類有利的思想，所以看到異形的話，會主動出擊宰殺異形，不會對人類做出危險行為。是人類對異形的重要戰力，最終死於速度較明顯優勢的「異形女王」。[24][25][26]
- 「女帝」(Empress)
  - 當一個異形巢穴擴展到擁有數位「異形女王」的地步時，異形巢穴中便會自動產生一位由「異形女王」突變而成的「女帝」統治全部「異形女王」和其他「異形女王」所管理的異形，「女帝」的速度或力量全都遠遠超過其他「異形女王」，實力非凡。[24][25][26]
- 「異形女王之母」(Queen Mother)
  - 「異形女王之母」可以令「異形女王」和「女帝」聽從「異形女王之母」的命令，可以指揮大量的異形及帶有任何異形DNA的生物，擁有把「戰士異形」無條件進化成「異形女王」的能力。「異形女王之母」沒有手部，卻有大量的觸手遍布全身上下。[24][25][26]
- 「白色混種」(White Hybrid)
  - 「白色混種」是經由名叫"Toy"的超級電腦計算機系統計算過後，人為故意地製作出來的，牠是融合了異形、終極戰士和人類的混種生物。擁有接近於人類的智慧，可以用語言來討論各種戰術與正常交流，並且還可以靈活地使用人類的槍枝。[24][25][26]

### 玩具
由於需要進入玩具的市場，所以商人們製作了各種各樣的動作人物。大多異形玩具只有英文名字，中文名字為翻譯。異形玩具的資料並不多，很多只是為了製造玩具而設計新異形。
- Acid Alien (Hive Wars之前仍未發行)
- Arachnid Alien (限量發行)
- Bull Alien
- Commander Alien/Lead Drone
- Flying Queen Alien
- 「猩猩異形」(Gorilla Alien)
  - 這種異形所寄生的宿主是猩猩，所以擁有猩猩的蠻力，可以用巨大的手臂抓取和攻擊敵人。
- Hive Warrior Alien
- Jock-Alien/Giant Alien
  - 這名異形寄生在出自「異形系列」第一季電影《異形》的太空騎師。
- Killer Crab Alien
- King Alien
- Mantis Alien（「猩猩異形」再做版）
- Night Cougar Alien
- Panther Alien
- Queen Facehugger
- 「犀牛異形」(Rhino Alien)
  - 牠們擁有一個全身體都是肌肉的身材，也擁有可能被用作攻擊用途或防御手段的巨角。牠們在異形巢穴中的地位目前是個未知數，但鑑於牠們的身材和堅硬的甲殼，牠可能是某種類型的後衛。所以牠們排名可能高於「戰士異形」，但是低於「禁衛軍」。
- Scorpion Alien
  - 在外形上與「戰士異形」非常相似，但是牠們皮膚的顏色是紅色的，並且在尾巴尾部擁有一種毒素，使牠們的受害者全身瘫痪。
- 「蛇異形」(Snake Alien)
  - 牠們沒有胳膊和足部，但擁有一個十分強大的尾巴，牠可以隱藏在樹上。牠們的皮膚膚色是金、黑色或深綠色。
- Super-evolution Alien
- Swarm Alien (限量發行)
- Wild Boar Alien
  - 牠們是以吐酸性液體而聞名的異形，儘管牠們不是唯一一種可以吐酸性液體的異形種類。牠們的身體十分的苗條，而牠們的頭部比其他異形顯著更為瘦長。牠們的外骨骼框架有一個閃亮的外觀。

## 防禦方法
- 槍械
  - 優點：《异形大战铁血战士》里異形的弱點主要在於薄弱的頭部骨骼，槍械可以有效地打穿。
  - 優點：在較遠距離射擊，可以比較安全地殺死異形。
  - 缺點：異形十分靈活，速度敏捷，容易射失。
  - 缺點：聲音十分響亮，恐怕會惹來更多異形。
  - 缺點：槍械需要子彈，不能在沒有補給的情況下長期與異形對抗或防禦，例：在外太空自由飛行的太空船、十分偏遠的基地或森林。（注：而在《异形2》里，枪械对异形不是很有效。（Warrior）战士异形可以有效抵禦未来科技电磁驱动的手枪，甚至能射出现代步枪两倍初速度的M41A1脉冲步枪也能防住，还有射到战士异形头部跳弹的设定。）
- 高溫
  - 優點：異形害怕火，具有效阻嚇力。
  - 缺點：要經過長時間的燃燒和極高溫的火焰才足以將異形燒傷。
  - 缺點：需要大量燃料，且不適合在密閉空間使用。
- 壓力
  - 優點：極大的壓力可以殺死異形。
  - 缺點：需要極大的電力或極深的海洋，而且部份異形懂得游泳，所以要綁在大型物體上使其下沉，但一般異形敏捷狡猾難以捕捉，異形女王則難以靠近。
- 「終極戰士」的武器
  - 優點：因為「終極戰士」的武器主要就是為了獵殺異形才專門研製出來的，部分武器能不被異形的強酸血液而給腐蝕溶化（原因：《异形大战铁血战士》系列修改了设定，异形的腐蚀仅仅是在化学层面的腐蚀，然后《异形大战铁血战士》的官方给出的说法是：铁血战士是用了某种化学涂层防住的，而在异形官方设定集《维兰德·汤普公司的报告》提到，异形的血液是未知腐蚀性液体）
  - 優點：由於是使用外星科技，所以「終極戰士」的武器可以伸縮自如，方便攻擊速度敏捷的異形。
  - 缺點：由於看不懂牠們的外星語言，所以使用時具有一定危險。
  - 缺點：十分難以取得。

## 異形電影系列
- 1979年：異形 (電影)，由雷利·史考特導演，賺取了104,931,801美元。
- 1986年：異形2，由詹姆斯·卡梅隆導演，賺取了1.311-1.833億美元[27][28]。
- 1992年：异形3，由大卫·芬奇導演，賺取了159,773,545美元。
- 1997年：异形4：浴火重生，由尚-皮耶·居內導演，賺取了161,295,658美元。
- 2004年：異形戰場，由保罗·W·S·安德森導演，賺取了172,544,654美元[29]。
- 2007年：異形戰場2：適者生存，由史特勞斯兄弟導演，賺取了128,884,494美元[30]。
- 2012年：普羅米修斯（異形前傳），由雷利·史考特導演，賺取了403,000,000美元[31]。
- 2017年：異形：聖約，由雷利·史考特導演，賺取了232,000,000美元。
- 2024年：异形：罗慕路斯，由费德·阿尔瓦雷兹导演。

異形系列的電影至今大約已經賺取了1,519,630,152美元。

## 相關作品

### 單機遊戲
- 《Operation Aliens》(TIGER 1993年)
- 第一人稱逆蹤遊戲[32]《異形：孤立》

### 多人遊戲
- 《ALIENS》(KONAMI 1990年)
- 《ALIEN3 THE GUN》(SEGA 1993年)
- 《異形戰場》(1994年)
- 《異形大戰鐵血戰士(2004)》
- 《Aliens: Extermination》(GLOBAL VR 2006年)
- 《異形大戰鐵血戰士(2010)》
- 《異形：群襲》
- 《異形：殖民軍》
- 《Aliens: Armageddon》( Play Mechanix / Raw Thrills 2013年)
- 《真人快打X》